# 浜松市佐久間歴史と民話の郷会館
浜松市佐久間歴史と民話の郷会館（はままつしさくまれきしとみんわのさとかいかん）は浜松市天竜区佐久間町佐久間429-1にある文化施設。コンサートのチラシ等でしばしば「民謡の郷」と表記されているが、正しくは「民話の郷」である。

## 概要
過疎化が進んでいる山間部にある施設とは思えない立派な文化施設であり、固定座席500席の音楽演劇専用の大ホール、和室と会議室を2室を備えた文化施設である。著名な出演者も数多く来場している。
隣接して佐久間協働センターがあったが、2017年3月に移転した。
- 大ホール - 座席数500人。
- 小ホール - 座席は椅子を使用。
- 和室2室
- 会議室2室
- 展示ホワイエ

## 交通アクセス
- 飯田線
  - 佐久間駅より徒歩15分
  - 中部天竜駅より徒歩30分
- 浜松市佐久間ふれあいバス（事前予約制）「歴史と民話の郷会館」停留所下車。
- 駐車場（145台・無料）

## その他
- 開館時間: 9:00–21:30
- 休館日: 月曜日、年末年始